# تشارلز هالفورد
تشارلز هالفورد (بالإنجليزية: Charles Halford)‏ مواليد 28 فبراير 1980 في سولت ليك، الولايات المتحدة، هو ممثل أمريكي بدأ مسيرته الفنية سنة 2001.

## الأعمال
| السنة | العمل                                  | الدور         |
| ----- | -------------------------------------- | ------------- |
| 2010  | زيك و لوثر                             |               |
| 2013  | عملاء شيلد                             |               |
| 2014  | القانون والنظام: الوحدة الخاصة للضحايا | جوني دريك     |
| 2014  | محقق فذ                                |               |
| 2014  | قسطنطين                                | دكتور ميست    |
| 2015  | إن سي آي إس: لوس أنجلوس                |               |
| 2015  | فول أوت 4                              |               |
| 2015  | رايز أوف ذا تومب رايدر                 | كونستانتين    |
| 2015  | سوبرغيرل                               |               |
| 2016  | لوسيفر                                 | بوريس سوكولوف |
| 2016  | الموتى السائرون: ثغرة جديدة            | لوني          |
| 2017  | إنجاستس 2                              |               |
| 2017  | الموتى السائرون                        |               |

## روابط خارجية
- تشارلز هالفورد على موقع IMDb (الإنجليزية)
- تشارلز هالفورد على موقع قاعدة بيانات الفيلم (الإنجليزية)